# USS Madison (DD-425)
USS Madison (DD-425) là một tàu khu trục thuộc lớp Benson của Hải quân Hoa Kỳ đã phục vụ trong suốt Chiến tranh Thế giới thứ hai. Nó là chiếc tàu chiến thứ ba được đặt cái tên này, và là chiếc đầu tiên được đặt tên theo Trung tá Hải quân James J. Madison (1888–1922), người được tặng thưởng Huân chương Danh dự trong Chiến tranh Thế giới thứ nhất.

## Thiết kế và chế tạo
Madison được đặt lườn tại Xưởng hải quân Boston vào ngày 19 tháng 9 năm 1938. Nó được hạ thủy vào ngày 20 tháng 10 năm 1939; được đỡ đầu bởi bà Ethel Madison Meyn, vợ góa Trung tá Madison, và được cho nhập biên chế vào ngày 6 tháng 8 năm 1940 dưới quyền chỉ huy của Hạm trưởng, Thiếu tá Hải quân T. E. Boyce.

## Lịch sử hoạt động

### Trước chiến tranh
Trước khi Hoa Kỳ chính thức tham gia Thế Chiến II, Madison thực hiện các hoạt động nhằm ngăn ngừa sự bành trướng của phe Trục trong hơn một năm. Ngoài nhiệm vụ Tuần tra Trung lập tại vùng biển Caribe và hộ tống các đoàn tàu vận tải vượt Bắc Đại Tây Dương, nó còn tham gia các nhiệm vụ ngoại giao khác. Vào tháng 1 năm 1941, nó hộ tống cho Tuscaloosa khi chiếc tàu tuần dương hạng nặng đưa Đô đốc William D. Leahy đi đến Bồ Đào Nha trên đường đi đến Pháp nhận nhiệm vụ Đại sứ bên cạnh chính phủ Vichy Pháp; và đến tháng 8, nó hộ tống cho Augusta đưa Tổng thống Franklin D. Roosevelt đi Argentia, Newfoundland, nơi họ gặp gỡ thiết giáp hạm Anh HMS Prince of Wales đưa Thủ tướng Anh Quốc Winston Churchill cho cuộc hội đàm giữa hai nhà lãnh đạo. Sau hội nghị Hiến chương Đại Tây Dương, chiếc tàu khu trục quay trở lại hoạt động hộ tống vận tải và tuần tra tại Bắc Đại Tây Dương và vùng bờ Đông Hoa Kỳ cho đến mùa Xuân năm 1942.

### Thế Chiến II

#### 1942
Vào ngày 4 tháng 4 năm 1942, Madison đi đến Scapa Flow và trở thành một đơn vị trực thuộc Hạm đội Nhà. Thực hiện chuyến đi đầu tiên từ Greenock, Scotland đến Địa Trung Hải, nó hộ tống cho Wasp khi chiếc tàu sân bay giúp vận chuyển máy bay tiêm kích Supermarine Spitfire đến đảo Malta đang bị phong tỏa. Số máy bay này đã rất hữu ích cho những người phòng thủ hòn đảo, ngăn cản không quân phe Trục chiếm ưu thế trên không tại khu vực Tây Địa Trung Hải cũng như cung cấp một căn cứ tiếp vận tương lai cho phe Đồng Minh. Sau khi quay trở về từ nghiệm vụ này, chiếc tàu khu trục tuần tra tại Bắc Hải và hộ tống các đoàn tàu vận tải đi Murmansk thuộc Liên Xô.
Tiếp tục hoạt động trong thành phần Hạm đội Đại Tây Dương, Madison làm nhiệm vụ hộ tống vận tải, thực hiện những chuyến đi nhanh đến Panama, các cảng trong vịnh Mexico và nhiều cảng tại Anh Quốc. Vào ngày 2 tháng 11, nó rời New York để đi Casablanca hộ tống cho Đoàn tàu UGF 2 chở binh lính và tiếp liệu hỗ trợ cho Chiến dịch Torch, cuộc đổ bộ của Đồng Minh lên Bắc Phi. Đến nơi vào giữa tháng 11, nó ở lại làm nhiệm vụ tuần tra tại chỗ và hộ tống ngoài khơi Casablanca cho đến hết năm đó.

#### 1943
Khởi hành từ New York vào ngày 30 tháng 1 năm 1943, Madison hộ tống một đoàn tàu đi Derry, Bắc Ireland trước khi tham gia vận chuyển dầu từ Curaçao sang Anh trong tháng 2. Trong thời gian còn lại của năm, nó tiếp tục hộ tống các đoàn tàu chở dầu và các loại tàu buôn khác đi lại giữa Tây Ấn thuộc Hà Lan, New York, Bắc Phi và nhiều cảng tại Anh và Địa Trung Hải.

#### 1944
Madison đi đến Oran, Algérie vào ngày 30 tháng 1 năm 1944 để bắt đầu thực tập bắn phá bờ biển trước khi khởi hành đi sang Ý vào ngày 11 tháng 2. Hoạt động ngoài khơi Anzio, nó tiếp tục hoạt động tuần tra chống tàu ngầm và bảo vệ phòng không, cũng như bắn pháo hỗ trợ cho đến giữa tháng 4, khi nó chuyển sang hộ tống vận tải và tuần tra suốt khu vực Địa Trung Hải. Đến tháng 8, nó lại tham gia lực lượng hỗ trợ cho Chiến dịch Dragoon, cuộc đổ bộ lên miền Nam nước Pháp. Nó lại đảm trách tuần tra chống tàu ngầm và bán pháo hỗ trợ trong ngày 10 tháng 9, tiêu diệt được bốn quả ngư lôi và có thể diệt được quả thứ năm.

#### 1945
Quay trở về nhà vào tháng 1 năm 1945, Madison hộ tống một đoàn tàu vận tải khác đi sang Địa Trung Hải và quay trở về trước khi rời vùng bờ Đông vào ngày 21 tháng 4 để đi sang khu vực Thái Bình Dương. Đi đến Guam vào ngày 1 tháng 7, nó thực hiện một chuyến hộ tống vận tải khứ hồi đến Okinawa trước khi đảm trách vai trò cột mốc radar ngoài khơi Ulithi. Vào ngày 2 tháng 8, nó khẩn cấp đi đến địa điểm tàu tuần dương hạng nặng Indianapolis bị đắm do trúng ngư lôi để tìm kiếm và cứu vớt những người sống sót. Sau đó nó đi vào vịnh Tokyo và chứng kiến lễ ký kết văn kiện Nhật Bản đầu hàng diễn ra trên thiết giáp hạm Missouri vào ngày 2 tháng 9 năm 1945.

### Sau chiến tranh
Madison tiếp tục làm nhiệm vụ cùng lực lượng chiếm đóng cho đến ngày 5 tháng 11, khi nó lên đường quay trở về Charleston, South Carolina, đến nơi vào ngày 7 tháng 12. Nó được cho xuất biên chế và đưa về lực lượng dự bị vào ngày 13 tháng 3 năm 1946 tại Charleston, và sau đó chuyển đến Orange, Texas. Tên nó được cho rút khỏi danh sách Đăng bạ Hải quân vào ngày 1 tháng 6 năm 1968, và nó bị đánh chìm như một mục tiêu về phía Đông Nam Florida vào ngày 14 tháng 10 năm 1969.

## Phần thưởng
Madison được tặng thưởng năm Ngôi sao Chiến trận do thành tích phục vụ trong Thế Chiến II.